# Дарвішан (Марказі)
Дарвішан (перс. درويشان) — село в Ірані, у дегестані Хенеджін, у Центральному бахші, шахрестані Коміджан остану Марказі. За даними перепису 2006 року, його населення становило 384 особи, що проживали у складі 96 сімей.

## Клімат
Середня річна температура становить 11,63 °C, середня максимальна – 31,46 °C, а середня мінімальна – -11,50 °C. Середня річна кількість опадів – 267 мм.
| Клімат поселення                              | Клімат поселення | Клімат поселення | Клімат поселення | Клімат поселення | Клімат поселення | Клімат поселення | Клімат поселення | Клімат поселення | Клімат поселення | Клімат поселення | Клімат поселення | Клімат поселення | Клімат поселення |
| Показник                                      | Січ.             | Лют.             | Бер.             | Квіт.            | Трав.            | Черв.            | Лип.             | Серп.            | Вер.             | Жовт.            | Лист.            | Груд.            |                  |
| Середній максимум, °C                         | 6,34             | 8,51             | 13,45            | 19,29            | 23,83            | 30,34            | 31,46            | 30,25            | 25,82            | 20,11            | 13,02            | 7,30             |                  |
| Середня температура, °C                       | −2,59            | −0,41            | 4,55             | 10,36            | 14,91            | 21,42            | 25,34            | 24,14            | 19,71            | 14,00            | 6,90             | 1,18             |                  |
| Середній мінімум, °C                          | −11,5            | −9,33            | −4,37            | 1,44             | 5,98             | 12,50            | 19,23            | 18,03            | 13,59            | 7,90             | 0,80             | −4,91            |                  |
| Норма опадів, мм                              | 38               | 35               | 47               | 38               | 33               | 6                | 1                | 1                | 0                | 9                | 23               | 36               |                  |
| Середньомісячна швидкість вітру, м/с          | 1.93             | 2.16             | 2.94             | 3.22             | 2.69             | 2.51             | 2.61             | 2.41             | 2.23             | 2.17             | 1.84             | 1.41             |                  |
| Середньомісячна сонячна радіація, кДж/м²·день | 8812             | 11912            | 14545            | 17991            | 22090            | 26734            | 26032            | 23911            | 20633            | 15129            | 10746            | 8740             |                  |
| --------------------------------------------- | ---------------- | ---------------- | ---------------- | ---------------- | ---------------- | ---------------- | ---------------- | ---------------- | ---------------- | ---------------- | ---------------- | ---------------- | ---------------- |
| Джерело:                                      |                  |                  |                  |                  |                  |                  |                  |                  |                  |                  |                  |                  |                  |